# Ferrari 312 PB
Ferrari 312 PB — гоночный автомобиль выпускавшийся компанией Ferrari в период 1971 года по 1972 год для участия в гонках Чемпионата Мира по гонкам на спортивных автомобилях. В чемпионате 1972 года автомобиль выиграл все гонки, кроме 24 часа Ле Мана, на которую команда Scuderia Ferrari не заявилась. На 2022 год автомобиль был последней разработкой Ferrari класса Спортпрототип/GT для гонок чемпионатов подобного типа. Официальным наименованием автомобиля являлось 312 P, но во избежание путаницы c Ferrari 312 P 1969 года гоночное сообщество использовало наименование 312 PB. 

## История создания
В период активного противостояния и конкурентной борьбы 1970 года между Porsche 917 и Ferrari 512, Международная автомобильная федерация объявила, что с сезона 1972 года гоночные автомобили с 5-литровыми двигателями и массой менее 650 кг больше не смогут принимать участие в Группе 5.
Соперники отреагировали на изменение правил по разному. Компания Porsche решила отказаться от участия в Чемпионате мира по гонкам на спорткарах 1972 года. Тогда как компания Ferrari приняла решение отказаться от дальнейшей модификации Ferrari 512 и спроектировать абсолютно новый автомобиль.
Шасси из лёгких сплавов в целом были позаимствованы у формульной Ferrari 312 B. Как у многих Ferrari того периода, главный конструктор выбрал «смешанное» шасси, образованное трубчатой конструкцией, усиленное алюминиевыми панелями.  Для лучшего распределения веса вокруг монокока располагались топливные баки: основной бак на 80 литров слева, второй на 40 литров справа, ещё 2 бака по 10 литров размещались под кокпитом.

## Гоночная история
Ferrari 312 PB дебютировал в 1971 году в гонке 1000 км Буэнос-Айреса, пилотируемый Игнацио Джунти и Артуро Мерцарио. Однако во время гонки произошла трагедия. Ferrari 312 PB, за рулем которого в этот момент находился Игнацио Джунти, на полной скорости врезался в заглохший автомобиль Matra-Simca MS650, который толкал пилот Жан-Пьер Белтуаз. Загоревшись, Ferrari пролетела около 200 метров вдоль трассы и перевернулась. Игнацио Джунти получил множественные переломы и 70 % ожогов кожи. В результате полученных травм он скончался в больнице спустя два часа.
Сезон Чемпионата мира по гонкам на спорткарах 1972 года стал крайне успешным для Ferrari 312 PB. В 1972 году на 1000 км Буэнос-Айреса Ferrari 312 PB, пилотируемый Ронни Петерсоном и Тимом Шенкен занял первое место. В гонке 24 часа Дейтоны машина, управляемая Марио Андретти и Жаки Иксом пришла к финишу первой. В 12 часов Себринга Ferrari 312 PB с теми же гонщиками также одержала победу. Трофей Брэндс-Хэтча принёс третью победу подряд дуэту гонщиков. На домашнем этапе в Монце Ferrari 312 PB вновь приходит первым, партнёром Жаки Икса на 1000-метровой дистанции становится Клей Регаццони. В Бельгии на 1000 км Спа машина под управлением Брайана Редмана и Артуро Мерцарио снова первая. На гонке Targa Florio Ferrari 312 PB одерживает очередную уверенную победу, за рулём болида в этой гонке были Артуро Мерцарио и итальянский автогонщик Сандро Мунари. На гонке 1000 км Нюрбургринга победу вновь одерживает Ferrari 312 PB, пилотируемый шведским автогонщиком Ронни Петерсоном и австралийцем Тимом Шенкеном. 25 июня 1972 года в гонке 1000 км Цельтвега Жаки Икс и Брайан Редман привели команду и машину к чемпионству. На последнем этапе сезона 6 часов Уоткинс-Глена, состоявшемся 22 июля 1972 года, победу также одержал Ferrari 312 PB, пилотируемый Марио Андретти и Жаки Иксом.  